# Paul Davies
Paul Charles William Davies (Londen, 22 april 1946) is een Brits-Australische en internationaal bekende natuurkundige, hoogleraar en publicist.

## Hoogleraar
Hij is hoogleraar natuurkunde aan de Arizona State University sinds 2006 en gasthoogleraar aan de University of New South Wales sinds 2015 en Imperial College London, Department of Bioengineering sinds 2014. Hij was hoogleraar Natural Philosophy aan de Macquarie University (2001-2006) en Universiteit van Adelaide (1993-1997). Eerder was hij hoogleraar mathematische fysica aan de Universiteit van Adelaide (1990-1993) en hoogleraar theoretische natuurkunde aan de University of Newcastle upon Tyne (1980-1990). Hij begon als onderzoeker in de theoretische sterrenkunde aan de Universiteit van Cambridge (1970-1972) en daarna docent (lecturer) Wiskunde aan King's College London (1972 – 1980).

## Publicist
Davies is auteur van meer dan twintig boeken en heeft talloze prijzen gewonnen. Hij is een van de weinige hedendaagse natuurwetenschappers die zich professioneel voor het  godsbegrip interesseert, en dit niet strijdig acht met onze kennis van het heelal. 